# Arístides Rojas
Arístides Rojas (1º agosto 1970) è un ex calciatore paraguaiano, di ruolo attaccante.